# Vladimír Goffa
Vladimír Goffa (* 1. prosince 1959) je bývalý slovenský fotbalista, záložník. Po skončení aktivní kariéry působí jako fotbalový trenér.

## Fotbalová kariéra
V československé lize hrál za Duklu Banská Bystrica a ZVL Žilina. Nastoupil ke 105 ligovým utkáním a dal 16 gólů. Ve druhé lize hrál i za ZŤS Martin.

## Ligová bilance
| Ročník                                      | Zápasy | Góly | Klub                  |
| ------------------------------------------- | ------ | ---- | --------------------- |
| 1. slovenská národní fotbalová liga 1981/82 | 16     | 1    | ZVL Žilina            |
| 1. československá fotbalová liga 1982/83    | 29     | 8    | ZVL Žilina            |
| 1. československá fotbalová liga 1983/84    | 1      | 0    | Dukla Banská Bystrica |
| 1. československá fotbalová liga 1984/85    | 19     | 4    | ZVL Žilina            |
| 1. československá fotbalová liga 1985/86    | 29     | 3    | ZVL Žilina            |
| 1. československá fotbalová liga 1986/87    | 18     | 1    | ZVL Žilina            |
| 1. československá fotbalová liga 1987/88    | 9      | 0    | ZVL Žilina            |
| 1. slovenská národní fotbalová liga 1987/88 | 14     | 4    | ZŤS Martin            |
| CELKEM 1. liga                              | 105    | 18   |                       |

## Trenérská kariéra
Trénoval ŠKP Devín, reprezentaci Slovenska do 21 let, MFK Dubnica, HFK Prievidza, FCRimavská Sobota, FK REaMOS Kysucký Lieskovec, ŠK Slovan Bratislava, maledivské týmy Hurriyya SC a New Radiant, MFK Dolný Kubín, FC Petržalka 1898, FK Bodva Moldava nad Bodvou, MFK Tatran Liptovský Mikuláš, FK Slovan Duslo Šaľa, MFK Frýdek-Místek a MŠK Rimavská Sobota. Psal také reportáže ze zápasů pro onlajny.com